# Domiciliation associative des demandeurs d'asile en France
En France, la domiciliation associative est une possibilité pour un demandeur d’asile qui n'a pas accès à un dispositif d'hébergement d'obtenir une adresse postale fiable.
Les demandeurs d'asile bénéficient d'un régime spécifique qui déroge au droit commun de la domiciliation : elle est assurée dans leur cas soit par des structures d'hébergement stable (HUDA, CADA), soit par des opérateurs ayant conclu une convention avec l'Office français de l'immigration et de l'intégration (OFII) en ce sens.

## Nécessité de la domiciliation
Pour déposer une demande d'asile en préfecture, et ainsi obtenir une admission au séjour le temps que son dossier soit examiné par l'OFPRA, une personne doit fournir une indication d'adresse où « il est possible de lui faire parvenir toute correspondance » . Les personnes ont donc obligation de faire connaître l'adresse à laquelle ils sont susceptibles de recevoir leur courrier. Il peut s'agir d'une adresse personnelle, de l'adresse d'un parent ou d'un tiers ou encore de celle d'une association.
Cette adresse est également nécessaire pour accéder aux droits économiques et sociaux tels que l'aide financière ou l'accès aux soins médicaux.

## Conditions pour les associations
Depuis 2004, la loi impose que « si le choix d'une adresse se porte sur celle d'une association, celle-ci doit être agréée ». C'est alors le Service Asile des préfectures qui délivre les agréments aux associations concernées et les renouvelle tous les trois ans.
« L'agrément est accordé pour une durée de trois ans renouvelable aux associations régulièrement déclarées depuis au moins trois années dont l'objet est en rapport avec l'aide ou l'assistance aux étrangers, et justifiant d'une expérience dans les domaines de l'accueil, de la prise en charge, de la domiciliation ou de l'hébergement des demandeurs d'asile, ainsi que de leur aptitude à assurer effectivement la mission de réception et de transmission des courriers adressés aux demandeurs d'asile.  ».

## Types d'agréments
Il existe trois types d'agréments :
L'agrément asile, délivré par le service asile et renouvelable tous les trois ans. L'attestation de domiciliation délivrée par l'association permet au demandeur d'asile de déposer sa demande d'admission au séjour en préfecture et de déposer sa demande d'asile à l'OFPRA.
L'agrément de domiciliation de « droit commun » amorcé par la loi DALO. Cet agrément permet aux associations de domicilier les demandeurs d'asile admis au séjour dans l'attente de l'examen de leur dossier par l'OFPRA alors qui dépendent alors du dispositif de droit commun pour ce qui est de l'accès à leurs droits économiques et sociaux.
L'agrément spécifique à l'aide médicale d'État nécessaire pour les demandeurs d'asile non admis au séjour mais pouvant bénéficier d'une aide médicale.

## Mise en œuvre et difficultés
Depuis 1993, il faut obligatoirement être admis préalablement au séjour pour pouvoir saisir l'OFPRA.
Lors de la demande d'admission au séjour, dans la majorité des cas la préfecture délivre une autorisation provisoire de séjour (APS) , et procède à une prise d'empreintes digitales destinée à l'OFPRA et au fichier Eurodac, ensuite, si la personne a déposé sa demande d'asile dans les délais impartis, il lui est délivré un récépissé constatant le dépôt d'une demande d'asile  valable trois mois et renouvelable tant que l'OFPRA ou la CNDA n'a pas statué.
Les difficultés apparaissent au moment du renouvellement du récépissé
Pour renouveler son récépissé, le demandeur d'asile doit présenter « un justificatif du lieu où il a sa résidence » .
Cependant, la circulaire du 22 avril 2005 précise qu'« en cas de précarité extrême du demandeur ou si la situation de ce dernier est particulièrement instable eu égard à son aptitude à recevoir effectivement le courrier qui lui est adressé dans le cadre de la procédure de traitement de sa demande d'asile », la préfecture doit renouveler son récépissé avec une domiciliation associative.
Dans la pratique, le renouvellement du récépissé avec une adresse de domiciliation s'avère souvent difficile car les préfectures exigent souvent un document attestant de la précarité des personnes.
Toutefois le Conseil d'État dans son arrêt GISTI du 12 octobre 2005 a jugé que : « la justification du lieu de résidence […] ne fait pas obstacle à ce que le demandeur indique une adresse dans les conditions prévues à l'article 14 du décret du 30 juin 1946, dans sa rédaction issue de l'article 2 du décret n° 2004‑813 du 14 août 2004 », c'est-à-dire ...une domiciliation associative.